# Abd al-Malik I Ibn Nuh
Abd al-Malik I Ibn Nuh (pełne imię: Abu al-Fawaris Abd al-Malik I Ibn Nuh; ur. w 944 r., zm. w listopadzie 961) – emir Samanidów w latach 954–961.

## Życiorys
Był synem emira Nuha (943–954) i w chwili wstąpienia na tron w sierpniu 954 roku miał zaledwie 10 lat. Jego panowanie było naznaczone trudnościami związanymi z rosnącą pozycją dowódców ghulamów i miejscowych notabli, którzy zdobywali coraz silniejszą pozycję kosztem władzy państwa. U zarania władzy Abd al-Malika najważniejszymi ludźmi w państwie byli Abu Ali Czaghani, gubernator Chorasanu, i dowódca ghulamów Abu Ali Ibrahim Simdżuri. Kiedy Abd al-Malik chciał zdjąć Czaganiego z jego stanowiska ten się zbuntował, lecz wkrótce potem zmarł. Gubernatorem Chorasanu został najpierw Bakr Ibn Malik, ale już w 956 lub 957 roku zastąpił go syn Abu Ali Ibrahima Simdżuriego Abu al-Hasan Muhammad Simdżuri, a następnie w 960 lub 961 roku gubernatorem tej kluczowej prowincji został Abu Mansur Muhammad. Emir starał się uwolnić spod kurateli wojskowych dokonując egzekucji jednego z wyższych dowódców, Bachtegina, ale niepokoje w państwie zmusiły go do mianowania w roku 961 gubernatorem Chorasanu tureckiego ghulama Alptigina, którego wcześniej zdymisjonował ze stanowiska dowódcy armii. Abd al-Malik musiał także zaakceptować fakt, że wezyrem został protegowany Alptigina Abu Ali Muhammad Balami, który nie robił niczego bez konsultacji ze swoim protektorem. W tym momencie, w listopadzie 961 roku, Abd al-Malik zginął w wyniku upadku z konia podczas gry w polo, której był zagorzałym admiratorem, w wieku zaledwie siedemnastu lat.